# Belaja Gora (Sacha)
Belaja Gora (russisch Бе́лая Гора́; jakutisch Үрүҥ хайа) ist eine Siedlung städtischen Typs in der Republik Sacha (Jakutien) in Russland mit 2245 Einwohnern (Stand 14. Oktober 2010).

## Geographie
Der Ort liegt etwa 1050 km Luftlinie nordöstlich der Republikhauptstadt Jakutsk in der Abyjniederung am rechten Ufer der Indigirka, etwa 20 km unterhalb der Einmündung des linken Nebenflusses Ujandina.
Belaja Gora ist Verwaltungszentrum des Ulus Abyjski. Die Siedlung ist Sitz und einzige Ortschaft der Stadtgemeinde (gorodskoje posselenije) Possjolok Belaja Gora.

## Geschichte
Der Ort wurde 1974 als neues Rajonverwaltungszentrum – an Stelle der 50 km südwestlich am linken Indigirka-Ufer gelegenen und in Folge aufgegebenen – Siedlung Druschina gegründet. Er erhielt 1975 den Status einer Siedlung städtischen Typs. Der russische und der jakutische Name der Siedlung stehen für weißer Berg.

### Bevölkerungsentwicklung
| Jahr | Einwohner |
| ---- | --------- |
| 1979 | 1955      |
| 1989 | 3517      |
| 2002 | 2463      |
| 2010 | 2245      |

Anmerkung: Volkszählungsdaten

## Verkehr
Belaja Gora ist nicht an das feste Straßennetz angeschlossen. Es liegt an einer der Indigirka abwärts folgenden Winterpiste, die teils auf dem Eis des Flusses von Ust-Nera über Chonuu kommend weiter nach Tschokurdach verläuft. Eine andere Piste in westlicher Richtung die Ujandina aufwärts und in die Bergbausiedlung Deputatski wird nicht mehr gepflegt.
Nordöstlich von Balaja Gora befindet sich am Indigirka-Ufer der Flughafen Belaja Gora (IATA-Flughafencode BGN, ICAO-Code UESG).